# Notre-Dame du Mont-Carmel
Pour les articles homonymes, voir Notre-Dame-du-Mont-Carmel (homonymie).
Notre-Dame du Mont-Carmel ou Notre-Dame du Carmel est l'une des dénominations données à la Vierge Marie dans l'Église catholique. Ce titre est lié au mont Carmel, en Terre sainte, un nom qui dérive de Karmel ou Al-Karem et que l'on pourrait traduire par jardin. L'ordre du Carmel, fondé au tout début du XIIIe siècle, est à l'origine de cette dévotion. De nombreuses congrégations religieuses fondées ultérieurement sont rattachées aux branches historiques de cet ordre.
La dévotion à la Vierge du Carmel est également liée au scapulaire de Notre-Dame du Mont-Carmel qui apparait à la fin du XIIIe siècle et se répand chez les laïcs au XVIe siècle. Très vénérée chez les marins, Notre-Dame du Mont-Carmel a été déclarée patronne de plusieurs pays, ainsi que de la marine (militaire) et parfois des troupes armées des pays. Cette dévotion est aussi parfois rattachée à la prière pour les « âmes du purgatoire ».
La fête de Notre-Dame du Mont-Carmel est célébrée le 16 juillet dans l’Église catholique. Cette fête donne lieu, localement, à de grandes processions terrestres voire maritimes, ainsi qu'à des festivités publiques, surtout dans les pays ou la Vierge du Carmel a été déclarée « patronne » du pays, des localités, ou de corporations.

## Historique
La dévotion à la Vierge du Carmel est intimement liée à la naissance et au développement de l'ordre du Carmel, communauté monastique catholique née au tournant des XIIe et XIIIe siècle. La diffusion des religieux et de leurs couvents a entrainé la diffusion de cette dévotion dans la population européenne puis mondiale,.
La diffusion du scapulaire carmélitain dans la population des laïcs, à partir du XVIe siècle, popularise cette dévotion à la Vierge.

### L'ordre du Carmel

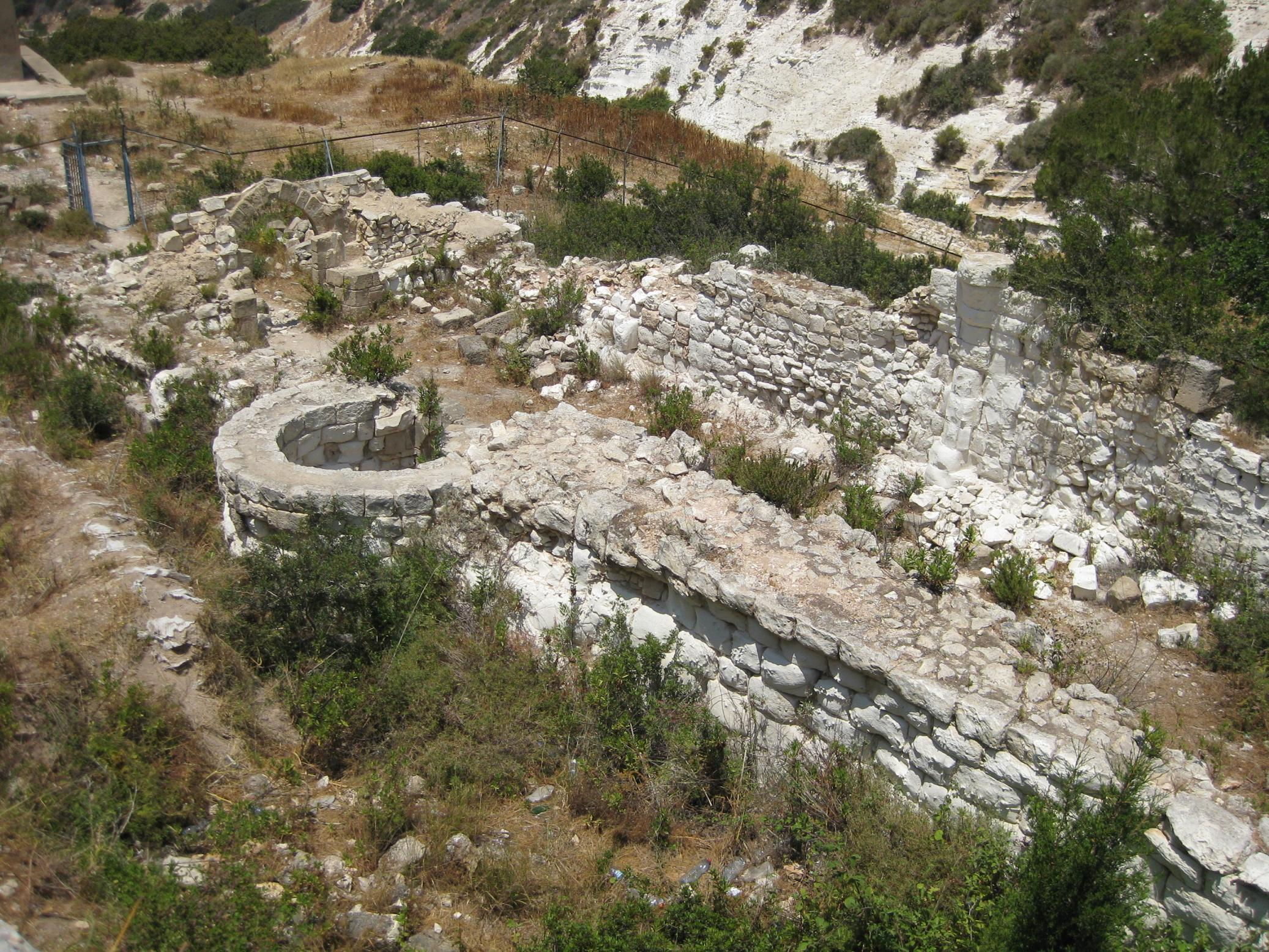
Ruines de la première église Notre-Dame-du-Mont-Carmel (XII) sur les pentes du mont Carmel.

Au XIIe siècle, des chrétiens croisés occidentaux choisissent de vivre en ermites dans les grottes du mont Carmel, à la recherche de Dieu. Ils s'inspirent des prophètes Élie et Élisée, qui selon une tradition, auraient vécu dans les grottes du mont Carmel et y auraient fondé une « École des prophètes »,,,.
Les premiers ermites, menés par Berthold, construisent une chapelle en l'honneur de la Sainte Vierge, et lui portent une dévotion particulière sous le titre de « Notre-Dame du Mont-Carmel ». Ils la désignent rapidement comme sainte patronne de leur communauté. Ces ermites du mont Carmel élaborent, aux environs de 1209, une règle de vie approuvée par le patriarche Albert de Jérusalem. La prière est au centre de cette règle de vie. À la suite de la conquête de la Palestine par Saladin (de la chute de Jérusalem en 1187 par Saladin, jusqu'à la chute de Saint-Jean-d'Acre en 1291), les ermites se réfugient progressivement en Europe (au cours du XIIIe siècle) car leur sécurité ne peut plus être assurée dans leurs ermitages,,.
Lors du concile de Latran de 1215, la papauté voulant réorganiser les ordres mendiants supprime un grand nombre de ces communautés nouvelles, rattachant leurs membres aux deux ordres mendiants officiels (ordre de saint François et ordre de saint Dominique). Elle menace ainsi de supprimer l'ordre des Carmes tout juste créé. Honorius III, en 1226, admet que l’ordre des Carmes puisse être préservé. Le concile de Lyon de 1274 entérine la suppression de 22 ordres religieux nés après 1215, mais sursoit à la suppression des Carmes et des Ermites de saint Augustin. Le pape Urbain VI, en 1379, confirme le titre, pour le Carmel, d'Ordre de la Bienheureuse Marie, Mère de Dieu, Notre-Dame du Mont-Carmel,.

### Le début du culte
Le vote le 17 juillet 1274 par le concile de Lyon de la préservation de l'ordre du Carmel est vu par les moines comme une réponse de la Vierge Marie à leurs prières, et à sa protection toute particulière. Ils retiennent alors la date du 17 juillet pour célébrer la fête de « Notre-Dame du Mont-Carmel » en signe de reconnaissance envers celle qui les a préservés de la disparition,,. La date du 17 juillet étant en conflit avec la fête de saint Alexis, c'est probablement ce qui a entraîné le changement de date au 16 juillet, qui est resté la fête de Notre-Dame du Mont-Carmel dans l'Église catholique.
La fête liturgique solennelle de « Notre-Dame du Mont-Carmel » a probablement été célébrée la première fois en Angleterre dans la dernière partie du XIVe siècle. Son objet était de rendre grâces à Marie, la patronne de l'ordre du Carmel, pour les avantages et la protection qu'elle avait accordés à l'ordre durant ses débuts difficiles. L'institution de la fête est peut-être venue dans le sillage de la défense du titre de « Frères de la Bienheureuse Vierge Marie » à Cambridge en 1374,. Célébrée au départ uniquement dans les couvents du Carmel, la fête est ouverte à toute l’Église catholique en 1726 par le pape Benoît XIII.
Au cours de l'histoire, la fête de Notre-Dame du Mont-Carmel, s'est intimement liée à celle du scapulaire. Après le concile Vatican II, cette fête de la Vierge est officiellement retirée du calendrier en raison des doutes sur l'historicité de la vision de Simon Stock,. En 1979 la fête de Notre-Dame du Mont-Carmel est réintroduite dans le calendrier officiel de l’Église, mais elle est détachée de la fête du scapulaire.

### Tradition de la remise du scapulaire

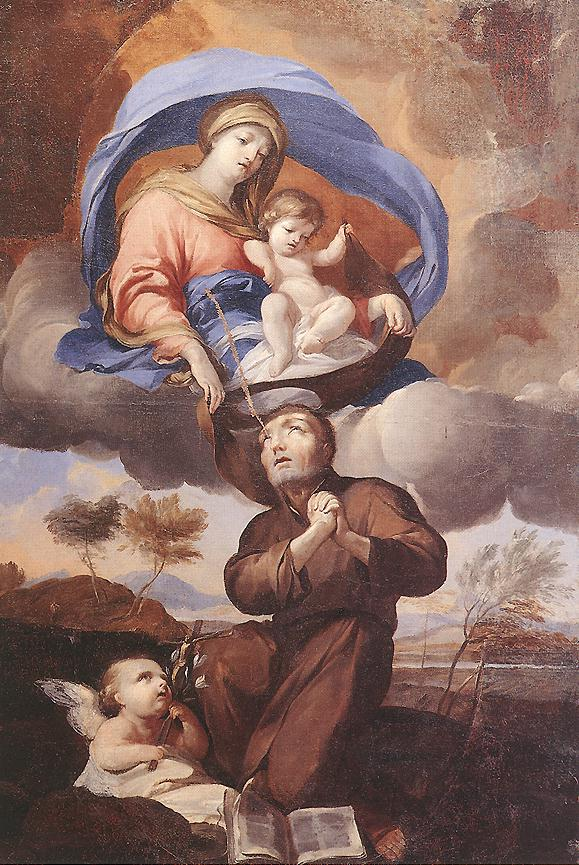
La Vierge remettant le scapulaire à saint Simon Stock, seconde moitié du XVIIe siècle.

En 1245, saint Simon Stock devient supérieur général des Carmes. Selon la légende, Simon Stock, très inquiet sur la survie de l'ordre (toujours très menacé jusqu'en 1274 et la signature officielle en 1298 par le pape Boniface VIII de l'acte d’approbation définitive de l’existence de l’Ordre) demande à Marie dans ses ferventes prières de prendre son ordre sous sa protection. À l'aurore, celle-ci lui apparaît au milieu d'anges et cerclée de lumière. Elle est vêtue de l'habit de l'Ordre, et tient dans sa main une étoffe marron qui était le scapulaire de l'Ordre. Elle le donne à Simon Stock en lui disant : « Ceci est un privilège pour toi et pour tous les Carmes. Quiconque mourra en portant cet habit ne souffrira pas le feu éternel »,.
Cet événement, aux sources historiques incertaines est aujourd'hui remis en doute,,.
La diffusion progressive du scapulaire dans la chrétienté et la fondation de confréries ou communautés du Tiers-Ordre carmélite diffusent progressivement la dévotion à la Vierge du Carmel chez les catholiques (mais aussi au-delà, chez d'autres Églises chrétiennes). La bulle papale du privilège sabbatin en 1614 augmente la popularité de ce scapulaire,.

## Dévotion dans l’Église catholique

### Le scapulaire de Notre-Dame du Mont-Carmel

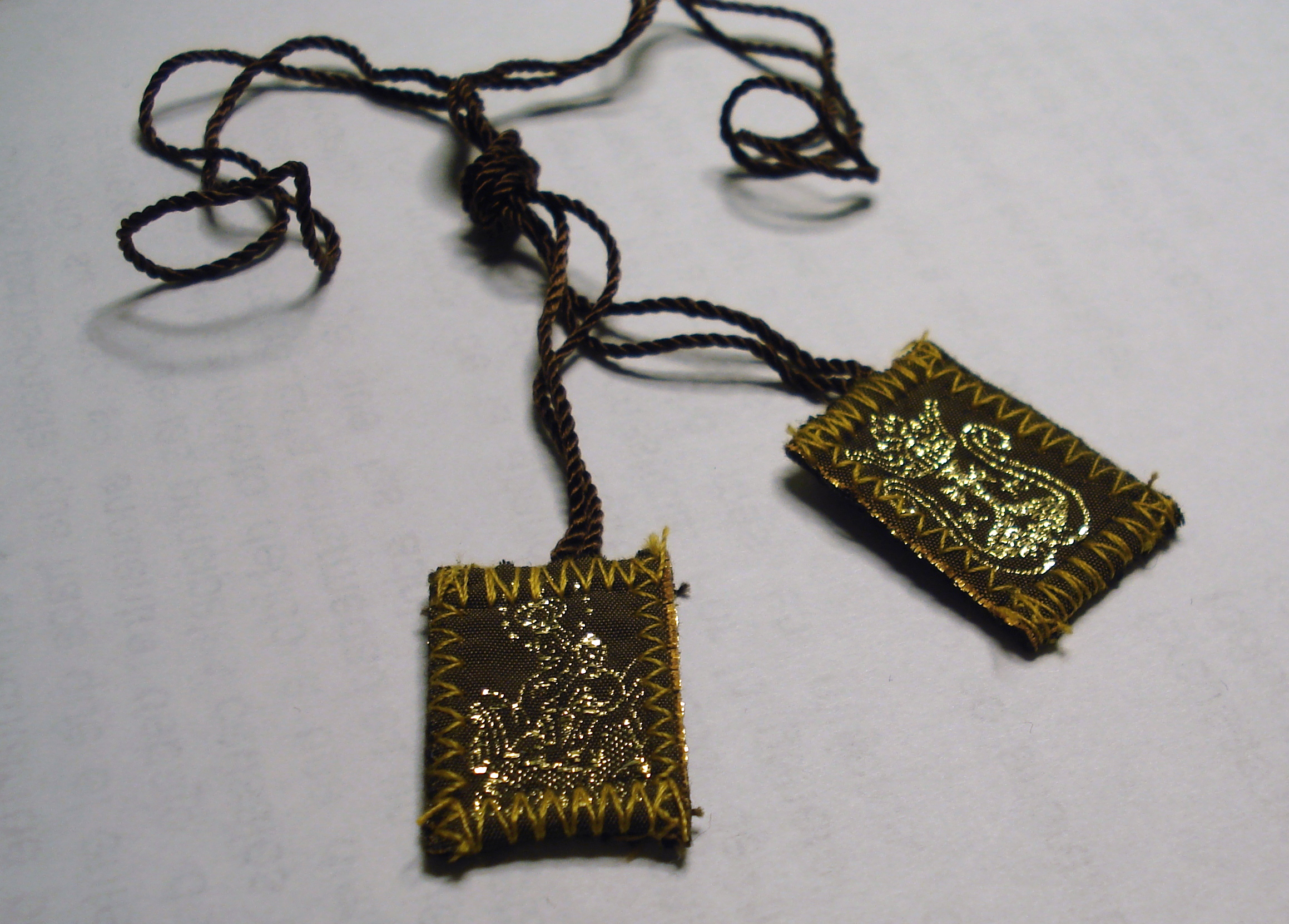
Le scapulaire de Notre-Dame du Mont-Carmel, ou Scapulaire Marron.

Une déclaration doctrinale de 1996 approuvée par la Congrégation pour le culte divin et la discipline des sacrements, déclare que « La dévotion à Notre-Dame du Mont-Carmel est liée aux valeurs historiques et spirituelles de l'Ordre des Frères de la Bienheureuse Vierge Marie du Mont-Carmel et est exprimée à travers le scapulaire. Ainsi, celui / celle qui reçoit le scapulaire devient un membre de l'ordre et il / elle s'engage à vivre selon sa spiritualité en conformité avec les caractéristiques de son état dans la vie »,.
Au cours de l'histoire, l’Église est intervenue à plusieurs reprises pour clarifier le sens et les privilèges du scapulaire : « Le scapulaire est un habit ou un vêtement marial. Il est à la fois un signe et un gage d'appartenance à Marie ; un gage de sa protection maternelle, non seulement dans cette vie, mais après la mort. Comme un signe, c'est un signe conventionnel signifiant trois éléments intimement associés », : 
- d'abord, l'appartenance à une famille religieuse particulièrement consacrée à Marie, particulièrement chère à Marie, l'ordre du Carmel,
- d'autre part, la consécration à Marie, la dévotion et la confiance dans son Cœur Immaculé,
- le troisième une incitation à devenir comme Marie en imitant ses vertus, surtout son humilité, chasteté et l'esprit de prière.

De leur côté, les frères carmes insistent bien sur le fait que le scapulaire n'est ni « un objet magique » protégeant des accidents, ni une « garantie de salut éternel », mais pour le fidèle, le symbole matériel d'un engagement dans un chemin de foi, de prière et d'amour vers Dieu.

### Prières à la bienheureuse Vierge Marie du Mont-Carmel
Plusieurs prières existent, parmi lesquelles :
« Oh la plus belle fleur du Mont Carmel, vigne féconde, splendeur du ciel, Sainte Mère du Fils de Dieu, Vierge Immaculée, aidez moi dans ma nécessité.
Oh Étoile de la mer, aidez-moi et montrez-moi que vous êtes ma Mère.
Oh Sainte Marie, Mère de Dieu, Reine du Ciel et de la terre, je vous supplie humblement du fond de mon cœur de me secourir dans ma nécessité (faire la demande).
Il n'y a rien qui ne puisse résister à votre puissance.
Ô Marie, conçue sans péché, priez pour nous qui avons recours à vous (ter).
Sainte Marie, je mets cette prière dans vos mains (ter).
Amen ».
Mais aussi :
« Fleur du Carmel,
Vigne fleurie,
Beauté du Ciel,
Vierge féconde,
Mère douce et toute pure,
Étoile de la mer,
Donne-nous un signe de ta maternelle protection,
Fleur du Carmel,
Vigne fleurie,
Beauté du Ciel ».

### Notre-Dame du Mont-Carmel et les âmes du purgatoire

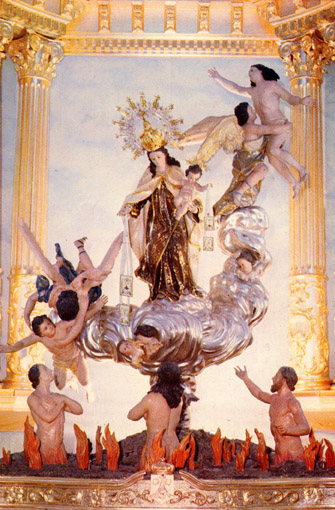
Notre-Dame du Mont-Carmel, œuvre baroque d'Antoine Duparc à Beniaján, Espagne.

Notre-Dame du Mont-Carmel a été associée avec le purgatoire depuis des siècles. Dans certains cas, elle est représentée accompagnée d'anges et des âmes portant le scapulaire carmélitain, qui plaident pour sa médiation. Cette association est issue de la « Bulle Sabbatine » qu'aurait accordée le pape Jean XXII en 1317 concernant les porteurs du scapulaire de Notre-Dame du Mont-Carmel,.
Aujourd'hui, l’Église, tout en encourageant une croyance en l'aide et la prière de Marie pour leurs âmes après la mort, spécialement son aide à ceux qui portent le scapulaire avec dévotion, et se félicitant de la dévotion à Marie surtout le samedi, n'insiste pas sur le privilège sabbatin,.

### Apparitions mariales liées à la Vierge du Carmel
Notre-Dame du Mont-Carmel serait apparue à saint Simon Stock vers 1251, à qui elle aurait donné le scapulaire brun.
À Lourdes, Marie apparaît à sainte Bernadette Soubirous pour la dernière fois le 16 juillet 1858, jour de Notre-Dame du Mont-Carmel. Bernadette dira « Notre-Dame était plus belle que jamais. ». Cette apparition est généralement associée avec la Vierge du Carmel.
Marie aurait été vue durant des apparitions de Fátima lors du miracle du soleil par Lucie dos Santos, Francisco Marto et Jacinta Marto habillée comme Notre-Dame du Mont-Carmel.

## Fêtes et célébrations dans le monde

### Célébration dans l’Église catholique
Dans l’Église catholique, la fête de Notre-Dame du Mont-Carmel est célébrée le 16 juillet avec rang de mémoire facultative,.
Le 16 juillet, par extension du nom de la Vierge, toutes les personnes s'appelant Carme, Carmen ou Carmel sont également fêtées.

#### Dans l'ordre du Carmel

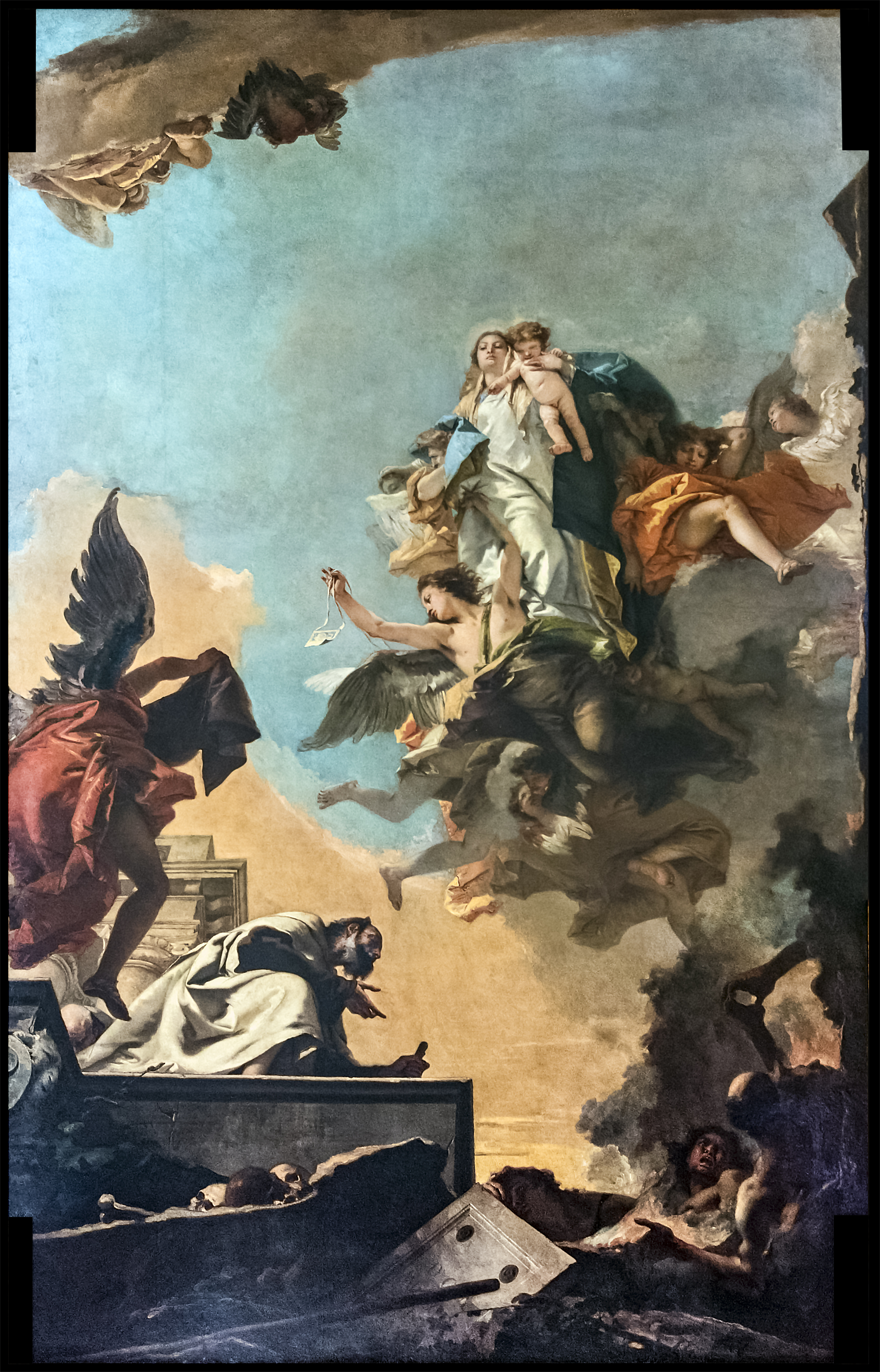
La Vierge en gloire remet à saint Simon Stock le scapulaire.
Giambattista Tiepolo, 1739-1744
Scuola Grande dei Carmini, Venise
Salle du chapitre.

Dans l'ordre du Carmel le 16 juillet, fête de Notre-Dame du Mont-Carmel, est une solennité (fête obligatoire), donnant lieu à l'indulgence plénière.
La dévotion à Notre-Dame du Mont-Carmel est notamment pratiquée au sein de l'ordre du Carmel, ainsi que dans le carmel séculier qui en fait partie intégrante,.
Les Carmes voient dans la Bienheureuse Vierge Marie un modèle parfait de vie intérieure de prière et de contemplation à laquelle aspirent les Carmes, un modèle de vertu, ainsi que la personne qui était la plus proche de la vie de Jésus-Christ. Marie est considérée comme la personne qui amène les chrétiens le plus sûrement au Christ, en disant à tous ce qu'elle a dit aux serviteurs durant les Noces de Cana : « Faites tout ce qu'il [Jésus] vous dira ». Les Carmes se tournent vers la Vierge Marie comme Mère spirituelle. Le monastère Stella Maris sur le mont Carmel, nommé d'après un titre traditionnel de la Bienheureuse Vierge Marie, est considéré comme le siège spirituel de l'ordre.
Frère Gabriel de Sainte-Marie-Madeleine de Pazzi, OCD, auteur d'ouvrages sur la spiritualité carmélitaine, a écrit que la dévotion à Notre-Dame du Mont-Carmel signifie :

« Un appel spécial à la vie intérieure, qui est par excellence une vie mariale. Notre-Dame veut que nous lui ressemblions non seulement dans notre vêtement extérieur, mais, bien plus, de cœur et d'esprit. Si nous regardons dans l'âme de Marie, nous allons voir que la grâce en elle a fleuri dans une vie spirituelle d'une richesse incalculable : une vie de recueillement, de prière, d'offrande à Dieu sans interruption, un contact continu et l'union intime avec lui. L'âme de Marie est un sanctuaire réservé à Dieu seul, où aucune créature humaine n'a jamais laissé sa trace, où l'amour et le zèle pour la gloire de Dieu et le salut de l'humanité règnent en maîtres. [...] Ceux qui veulent vivre leur dévotion à Notre-Dame du Mont-Carmel au complet doivent suivre Marie dans les profondeurs de sa vie intérieure. Le Carmel est le symbole de la vie contemplative, la vie entièrement dédiée à la recherche de Dieu, entièrement orientée vers l'intimité avec Dieu, et celle qui a le mieux compris ces idéaux les plus élevés est Notre-Dame elle-même, de la Reine et la splendeur du Carmel. »

### Célébrations en Europe

#### En Espagne

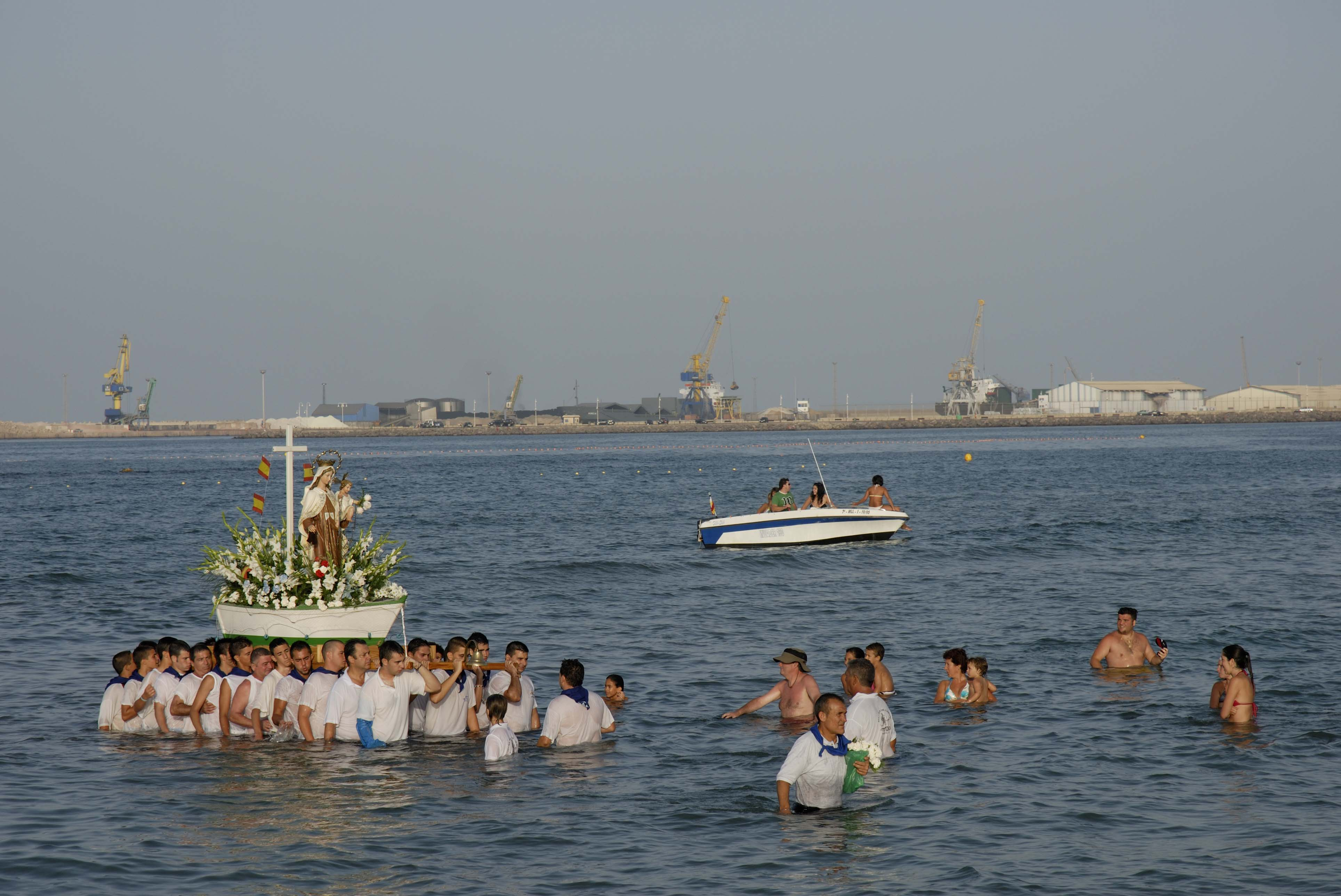
Procession maritime à Melilla.

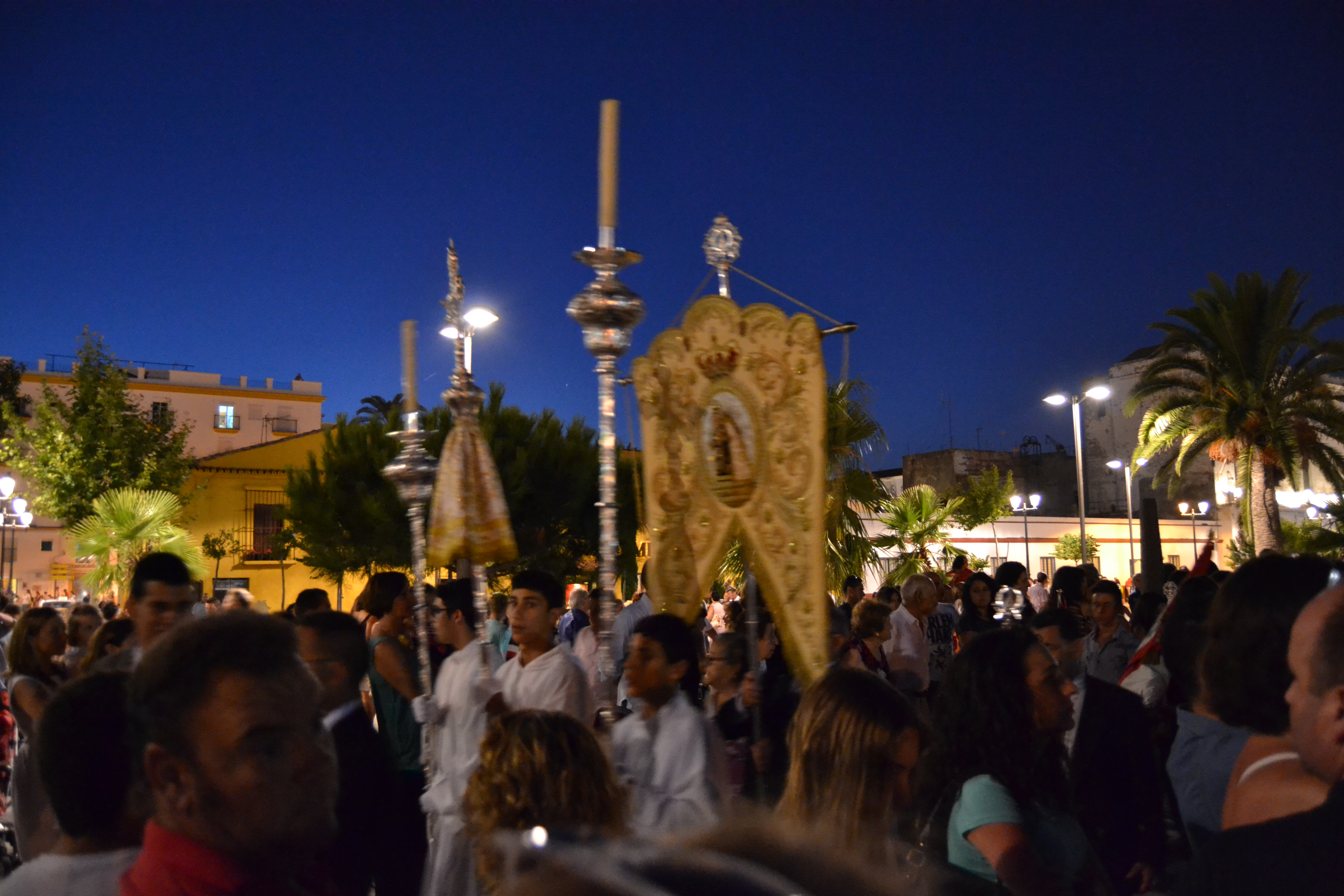
Procession en 2013, à El Puerto de Santa María (Andalousie).

L'Espagne est un des pays où ce titre marial est le plus enraciné. Notre-Dame du Mont-Carmel est patronne des marins et de la marine espagnole. Pour cette raison, la Vierge du Carmel est connue comme « l'étoile de la mer » (Stella Maris).
Presque toutes les villes de la côte maritime vouent un culte religieux à la Vierge du Carmel, en organisant des processions et pèlerinages maritimes portant son image ou sa statue tous les 16 juillet. Ce pèlerinage est généralement le point d'orgue des festivités. Mais le plus surprenant est peut être l'ancrage historique de nombreuses fêtes dédiées à la Vierge du Carmel dans des villes placées à l'intérieur des terres, et non liées à l'activité maritime.
Notre-Dame du Mont-Carmel est la sainte patronne de plus de 75 villes et villages espagnols.
L'installation des couvents de carmes dans la péninsule espagnole est très ancienne : le premier couvent des Carmes ibérique apparaît à Perpignan (France), qui fait alors partie de la Couronne d'Aragon. La date de fondation se situe entre 1265 et 1269. Sa propagation est rapide tout au long de la péninsule, atteignant Séville en 1358, ville à partir de laquelle sera créée la province carmélite d'Andalousie en 1499. Sainte Thérèse d'Avila et saint Jean de la Croix, au XVIe siècle, introduisent une réforme au sein de l'Ordre donnant lieu à la création d'une nouvelle congrégation baptisée « carmes déchaussés ».

#### En France
En France, Henri IV cré en 1608 l'ordre de Notre-Dame du Mont-Carmel, qui fusionne ensuite avec l'ordre de Saint-Lazare de Jérusalem, pour donner l'ordre royal de Notre-Dame du Mont-Carmel et de Saint-Lazare de Jérusalem, qui disparait après la révolution de 1830.
En Guadeloupe à Basse-Terre et en Corse, il existe toujours des confréries qui viennent fêter Notre-Dame du Mont-Carmel tous les 16 juillet, par exemple la confrérie des « Dames de la Miséricorde d'Ajaccio » qui va à la chapelle A Signora di a Furesta dans la forêt de Vizzavona.

#### En Italie

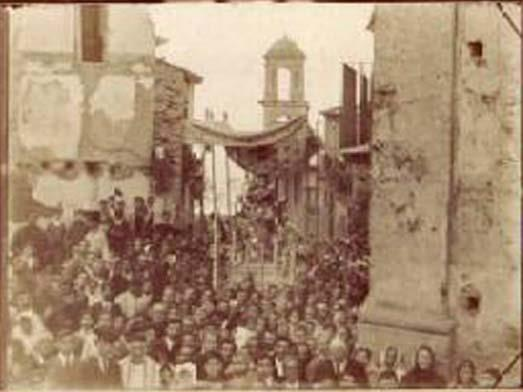
Procession à travers la ville de la Vierge du Carmel durant le miracle de 1884.

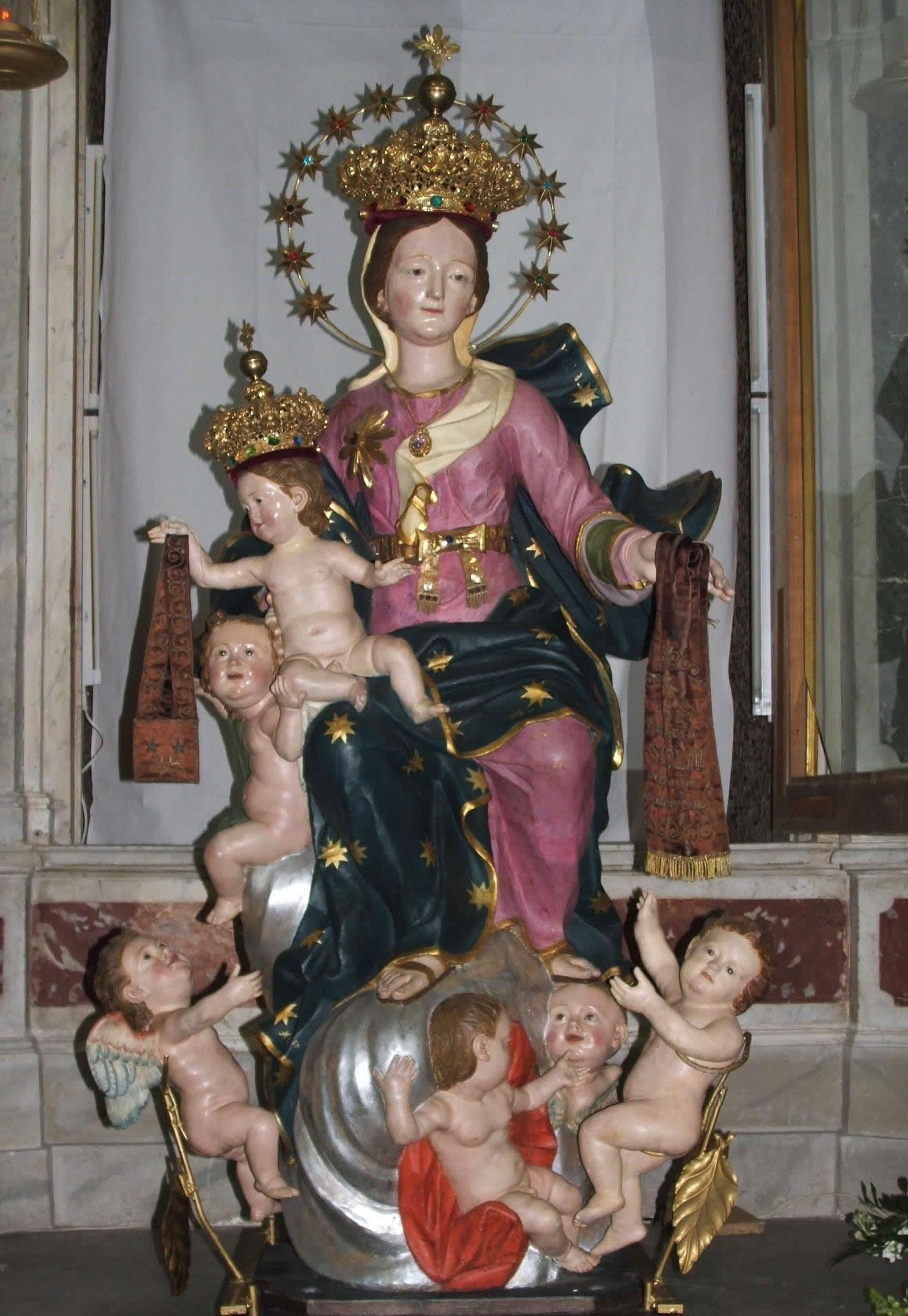
La statue miraculeuse de Notre-Dame du Mont-Carmel à Palmi.

En Italie, la Vierge du Carmel est célébrée dans différentes villes. Parmi celles-ci nous pouvons citer :
- Dans le village d'Acquafondata, dans la région de Latium, il y a un petit sanctuaire sur le site où est relatée une supposée apparition Notre-Dame du Mont-Carmel le 16 juillet 1841.
- À Palmi en région de Calabre, Notre-Dame du Mont-Carmel est célébrée le 16 novembre[N 6] en mémoire du miracle survenu en 1894 (it), et officiellement reconnu par l’Église catholique[36].

Le miracle de Notre-Dame du Mont-Carmel à Palmi, selon l’Église catholique aurait eu lieu entre le 31 octobre 1894 et le 16 novembre 1894 dans la ville : la statue de Notre-Dame du Mont-Carmel a été vue par les fidèles durant 17 jours avec des mouvements d'yeux et des changements de couleur du visage. La presse locale et nationale a diffusé l'information, et le soir du 16 novembre les fidèles ont improvisé une procession de la statue dans les rues.
Quand le cortège a atteint l’extrémité de la ville, un violent tremblement de terre a frappé tout le district de Palmi, détruisant la plupart des maisons. Seules 9 victimes ont été dénombrées sur une population totale d'environ 11 000 habitants, car la quasi-totalité de la population était dans la rue pour participer à la procession.
L’Église catholique a officiellement reconnu le miracle, couronnant la statue le 16 novembre 1896, à la suite du décret publié lors du Chapitre du Vatican du 22 septembre 1895.

#### Malte
La Vierge du Carmel est la patronne de la capitale maltaise, la ville de La Valette. Les frères Carmes sont présents sur l'ile depuis le XVe siècle. L'église des carmes dédiée à Notre-Dame du Mont-Carmel a été la première église construite dans la nouvelle ville de La Valette en 1585. Le tableau de la Vierge du Carmel présent dans cette église est couronné en 1881, et l'église est érigée en basilique mineure quelques années plus tard. Plusieurs autres églises sur l'ile sont également consacrées à la Vierge du Carmel. De nombreux habitants de l'ile portent le scapulaire brun, et le Tiers-Ordre carmélite est bien présent sur l'ile.

### Célébrations en Amérique
En Amérique latine, la Vierge du Carmel est très vénérée, en particulier en Équateur, au Mexique, à Haïti, Nicaragua, Panama, Pérou, Venezuela.
Au Canada, la ville de Notre-Dame-du-Mont-Carmel honore cette appellation.

#### Argentine
La Vierge est vénérée dans de nombreuses villes d'Argentine, mais aussi dans plusieurs provinces et paroisses.
Notre-Dame du Mont-Carmel est la patronne de l'Armée des Andes, fondée par le général San Martin.

#### Bolivie
La dévotion à la Vierge du Carmel a été apportée par les missionnaires espagnols à l'époque coloniale. Elle est intimement liée à l'histoire de la Bolivie. Durant la lutte pour l'indépendance, les Patriotes l'ont prise comme protectrice. Le 16 juillet 1809 éclate une émeute dans la ville de La Paz, dirigée par Pedro Domingo Murillo, contre le gouverneur espagnol, émeute profitant de la procession de la fête de la Vierge du Carmel.
Après la destitution des autorités officielles, la Junta Tuitiva proclame la libération du pays du pouvoir espagnol.
Quelques jours plus tard, les Patriotes reviennent en procession derrière la statue de la Vierge du Carmel, en action de grâces pour la victoire de l'insurrection. Mais cette fois, ils placent sur la tête de la statue le bonnet phrygien de la liberté, en remplacement de sa couronne, ainsi qu'une épée dans sa main,.
Le pape Pie IX proclame la Vierge du Carmel « Patronne de la Bolivie » en 1851, déclaration ratifiée par le gouvernement bolivien en 1852. Plus tard, par la loi du 11 octobre 1948, elle est proclamée « Général et patronne des Forces armées de la Nation ». Sa fête est célébrée avec grande dévotion et de solennité dans de nombreuses villes, accompagnée de la participation des forces armées.

#### Chili

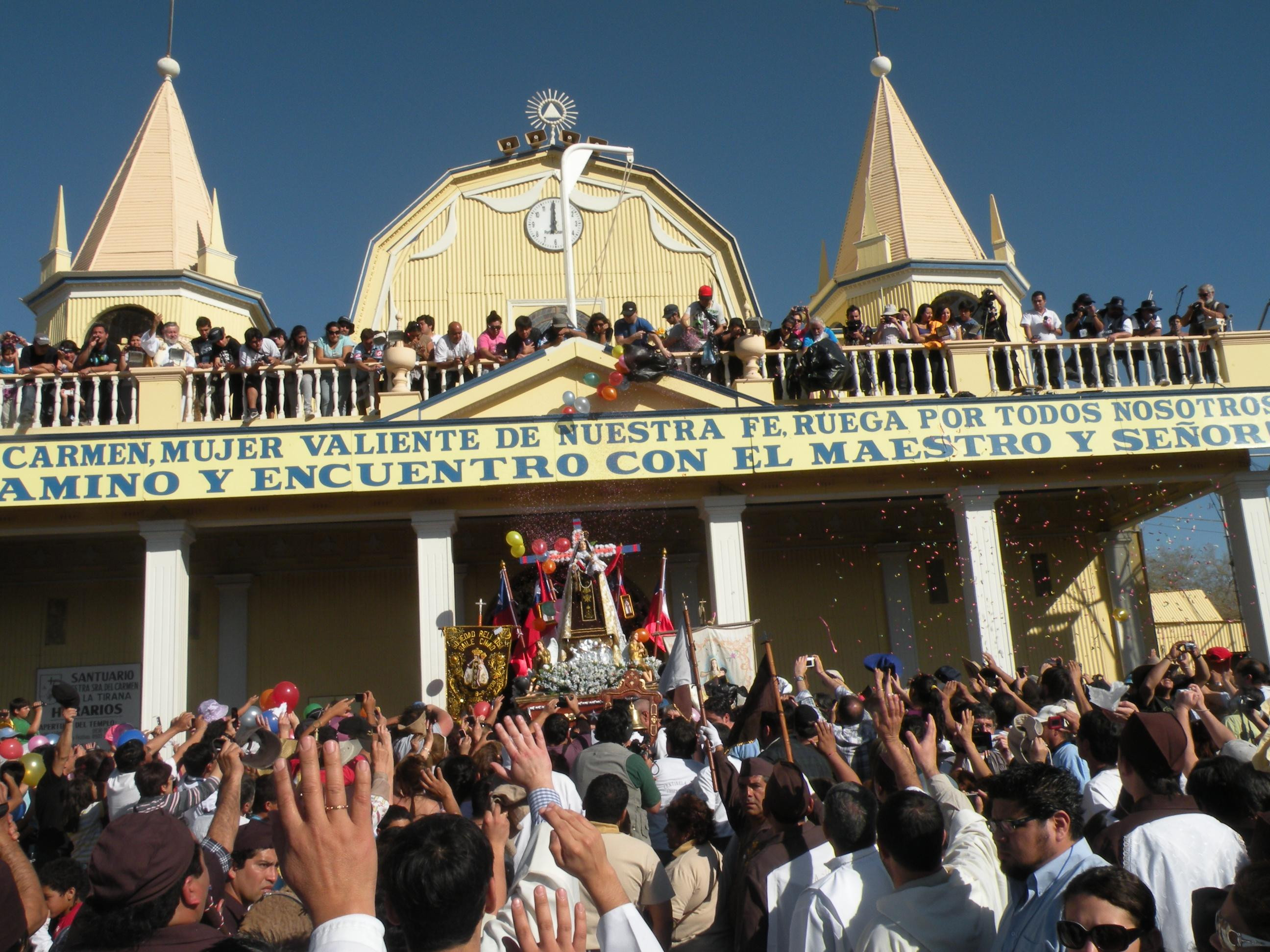
Sortie de la procession de la statue de la Vierge du Carmel du sanctuaire de Tirana.

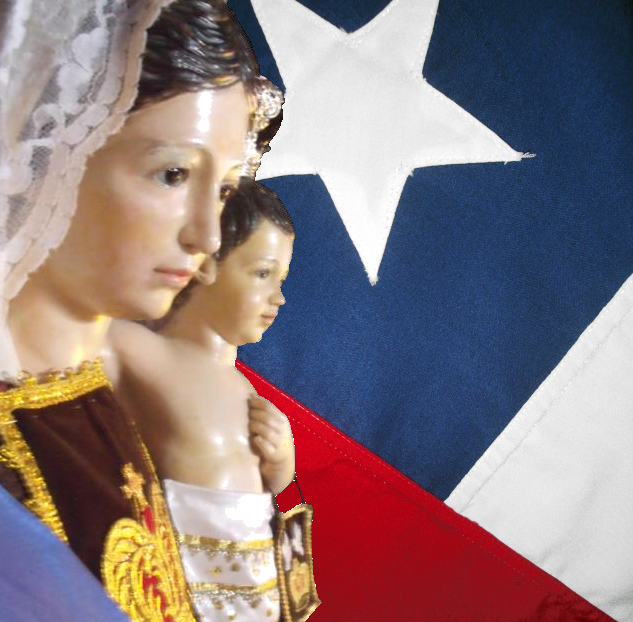
Statue de la Vierge du Carmel dans le sanctuaire de Tirana.

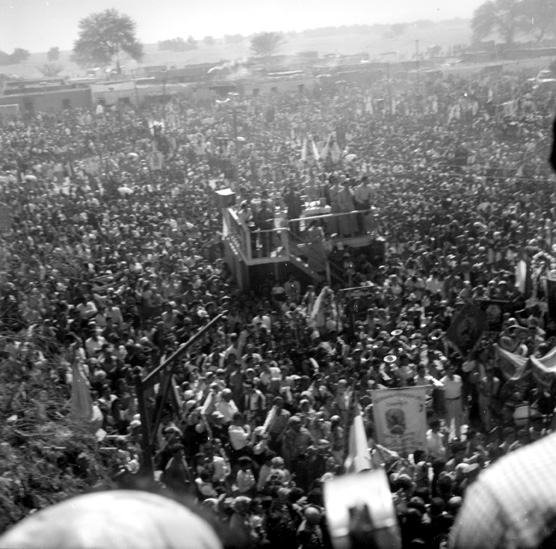
Photo d'archive de la procession devant le sanctuaire de Tirana.

Dans le village de La Tirana (es), la solennité de Notre-Dame du Mont-Carmel se déroule du 12 juillet au 17 juillet. Durant ces festivités qui regroupent plus de 200 000 personnes, se déroulent de nombreuses danses le jour et la nuit. Une centaine de confréries venant de tout le pays se retrouvent ici pour cette occasion où la population célèbre une « religiosité populaire » en même temps que la mémoire de l'anniversaire de la libération du pays,. Le 15 juillet se déroulent une messe et les vêpres sur la place du sanctuaire qui réunit des milliers de pèlerins.
La Vierge est également la patronne du Chili, et de ses forces armées depuis la guerre d'indépendance. Le chef des armées de libération, O'Higgins, en 1818, à la veille de la bataille décisive avait fait la promesse :
« Sur le lieu même où ils se déroulerait la bataille et sera donnée la victoire, il sera élevé un sanctuaire à la Vierge du Carmel, patronne et général en chef des armées du Chili, et la fondation seront placés par les mêmes juges qui font ce vœu, au lieu même de sa miséricorde, qui sera élevé sa gloire. ».
À la suite de la victoire des patriotes lors de la bataille de Maipú, le 5 avril 1818, l'indépendance chilienne est déclarée, conformément à sa promesse, Bernardo O'Higgins ordonne la construction de ce qui deviendra le sanctuaire Notre-Dame-du-Mont-Carmel de Maipú. En 1923, le pape Pie XI proclame la Vierge du Carmel « patronne du Chili », et sa statue est solennellement couronnée en 1926. Le 3 avril 1987, le Chili est consacré à la Vierge du Carmel par le pape Jean-Paul II, lors d'une célébration dans le sanctuaire national de Maipù.
Sa fête, le 16 juillet est célébrée dans le pays (depuis 2007) en remplacement de la fête du Corpus Christi, et ce jour est déclaré férié dans tout le pays.

#### Costa Rica
La tradition rapporte qu'en 1913, le navire « Galileo » disparaît en mer lors d'une tempête. Plusieurs jours plus tard, tous l'équipage est récupéré sain et sauf et ramené à leur port d'attache Puntarenas. Ils témoignent qu'une femme, durant la tempête les a accompagnés et ravitaillés, leur permettant de nager jusqu'à la mer. Les habitants du village y voient une intervention de la Vierge du Carmel qui a répondu à leurs prières d'intercession. Tous montent alors en pèlerinage, à genoux, jusqu'à l'église où se trouve la statue de Marie.
Depuis lors, les habitants appellent Marie la Vierge de la mer, et tous les pêcheurs dans le golfe de Nicoya viennent lui rendre hommage.
Ils rendent grâce pour les fruits de leur travail et demandent de les protéger quand ils partent en mer.
Chaque année, le 16 juillet les Costariciens affluent vers Puntarenas pour la remercier. Une procession de navires est organisée regroupant près d'une centaine d'embarcations.

#### Colombie
Les transporteurs routiers colombiens ont choisi Notre-Dame du Mont-Carmel comme patronne et protectrice. Il leur arrive d'installer et faire bénir un scapulaire dans leur camion comme signe de la dévotion et protection mariale.
De nombreuses célébrations ont lieu le 16 juillet en l'honneur de la Vierge du Carmel dans différentes villes de Colombie,.
La Vierge du Carmel est également déclarée présidente et reine des Forces militaires de Colombie, de la police, de l'Infanterie de Marine (es) et des Forces aériennes. Elle est également la patronne des services d'incendie,.

#### Guatemala
La dévotion à la Vierge du Carmel au Guatemala est très présente dans le pays, depuis qu'au XVIIe siècle une statue de la Vierge du Carmel donnée par Thérèse d'Avila a été apportée dans le pays (alors colonie espagnole), dans la vallée de « Las Vacas ». Plusieurs églises lui sont dédiées dans la capitale. La principale église de la capitale, le Santuaire du Cerrito del Carmen (es), lui est dédiée,.

#### Porto Rico
L'une des dévotions les plus populaires à Porto Rico est celle de la Vierge du Carmel.
Le centre de pèlerinage le plus important est situé sur le côté est de l'île et est appelé le Sanctuaire diocésain de la Vierge du Carmel, situé dans la municipalité de San Lorenzo, dans la zone connue comme la Sainte Montagne.
Ce site a été érigé en sanctuaire le 29 septembre 1985 par Mgr Enrique Hernandez Rivera (es), évêque de Caguas. Ce lieu est fréquenté par des milliers de personnes depuis près de 100 ans,,.

## Iconographie
Les statues de Notre-Dame du Mont-Carmel la représentent généralement en habit de carmélite (robe et scapulaire marron, ainsi qu'un manteau blanc). Généralement la Vierge porte l'Enfant-Jésus sur son bras gauche, et donnant un scapulaire marron.

Statues de dévotion
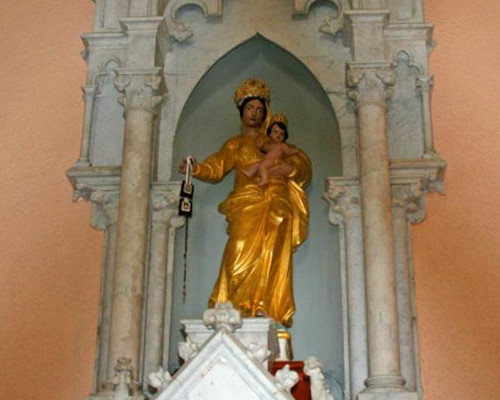
Basse-Terre, Guadeloupe.
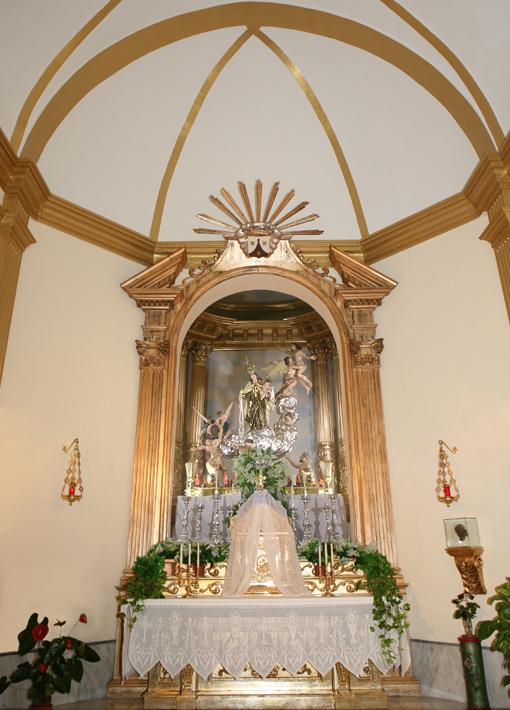
Beniaján, Espagne.
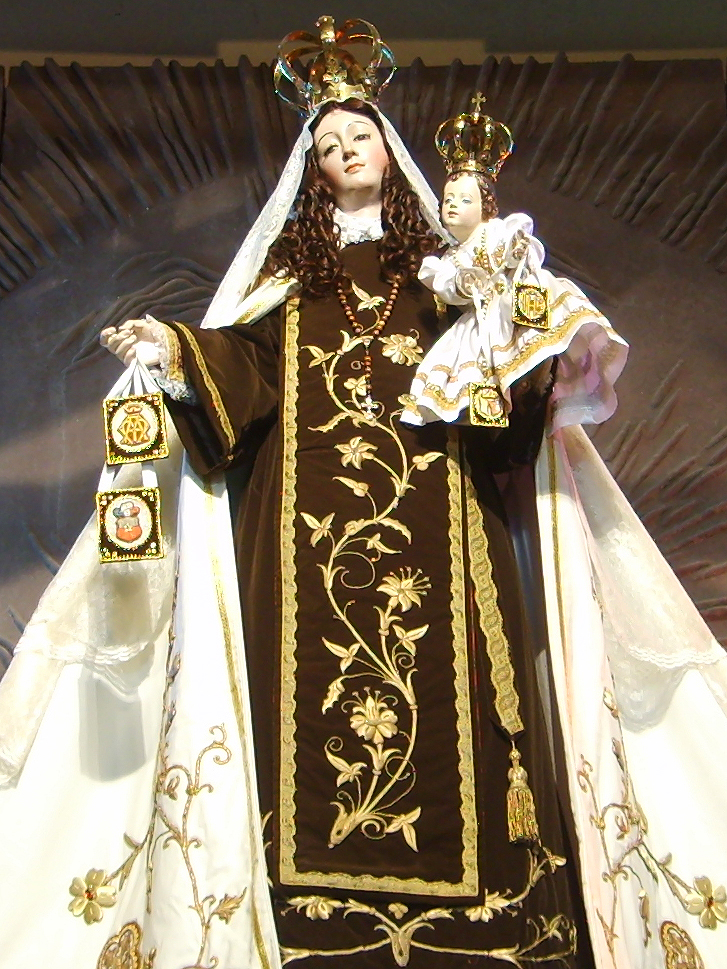
Chili.
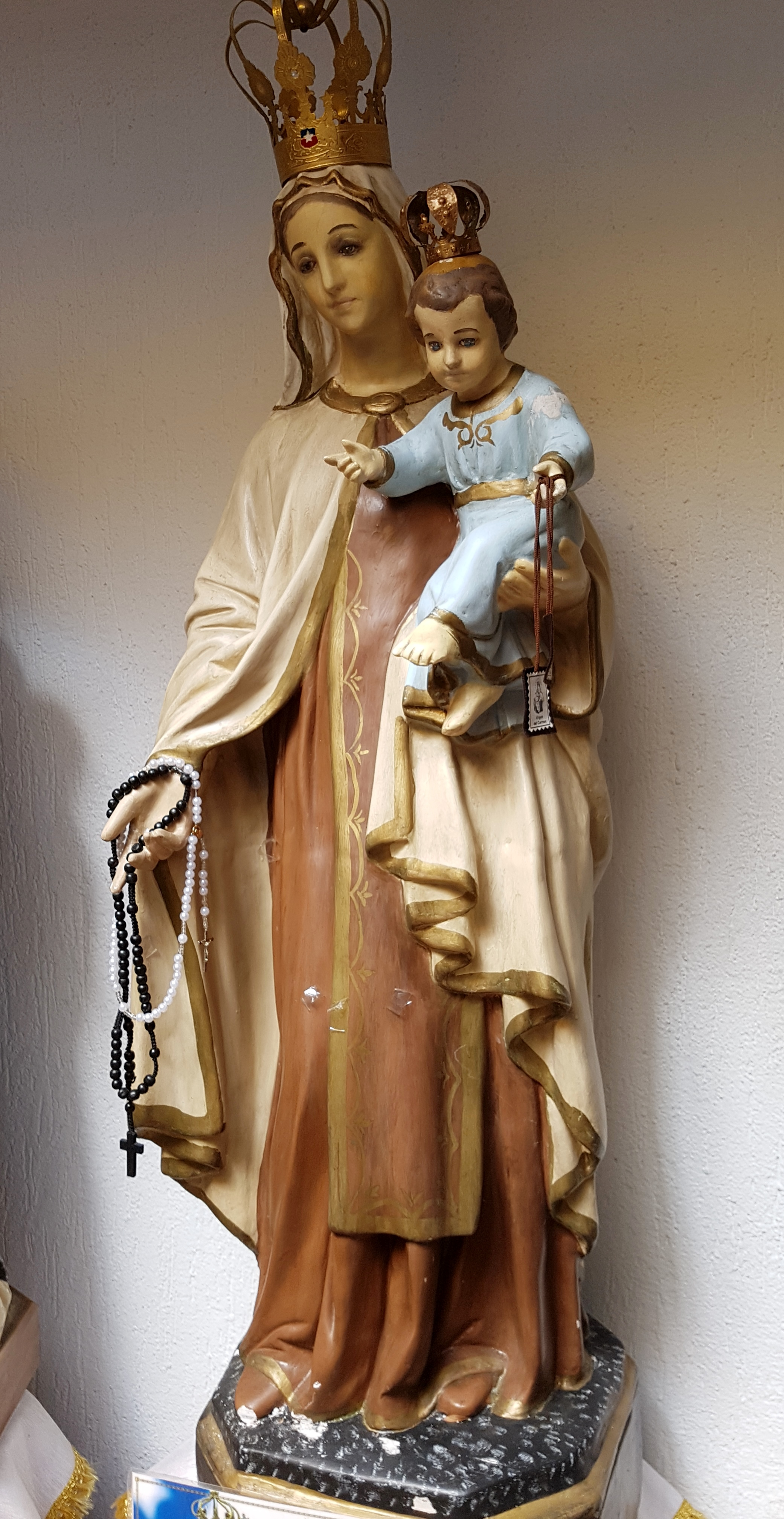
Chili.
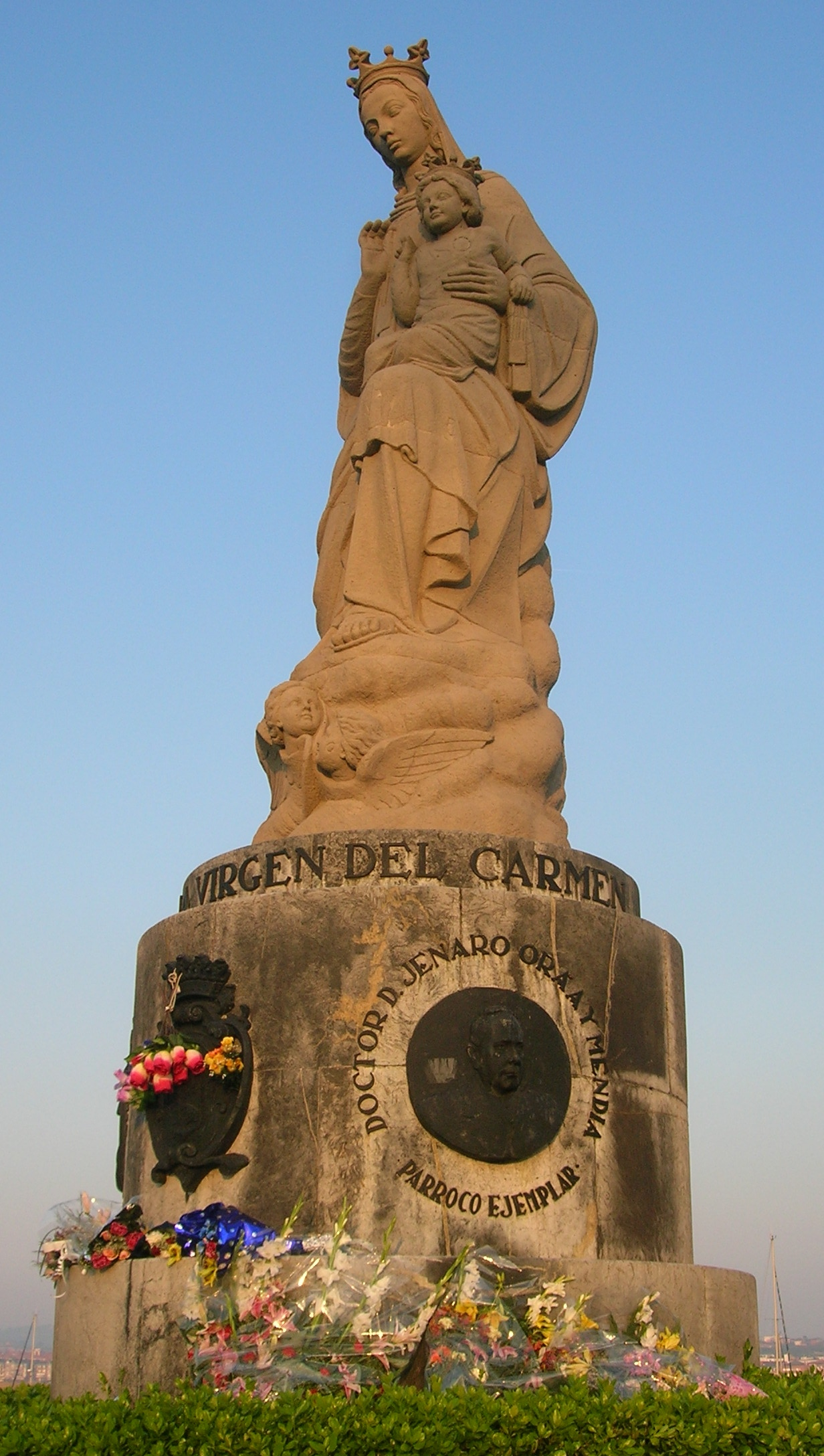
Biscaye, Espagne.
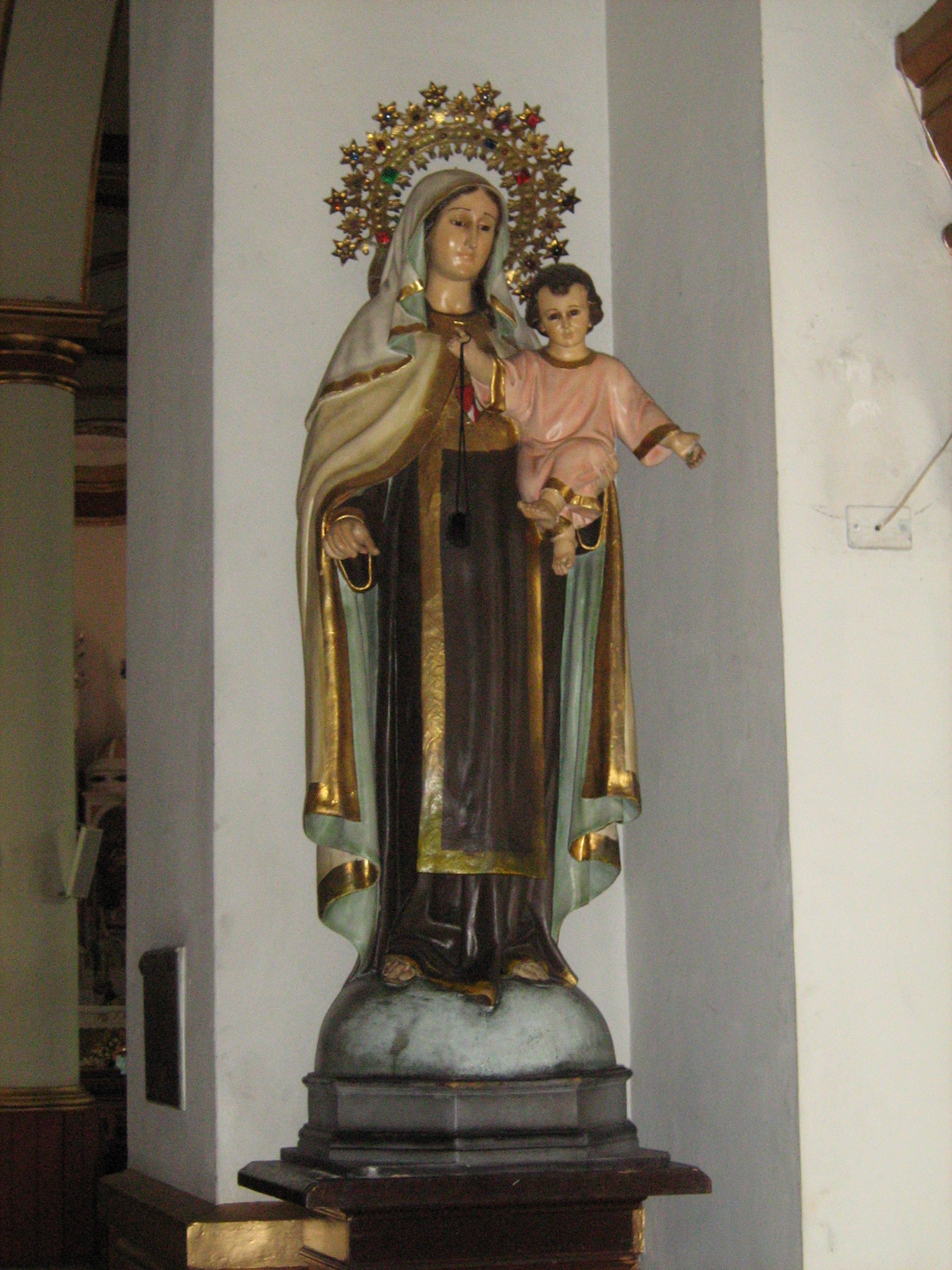
Medellín, Colombie.
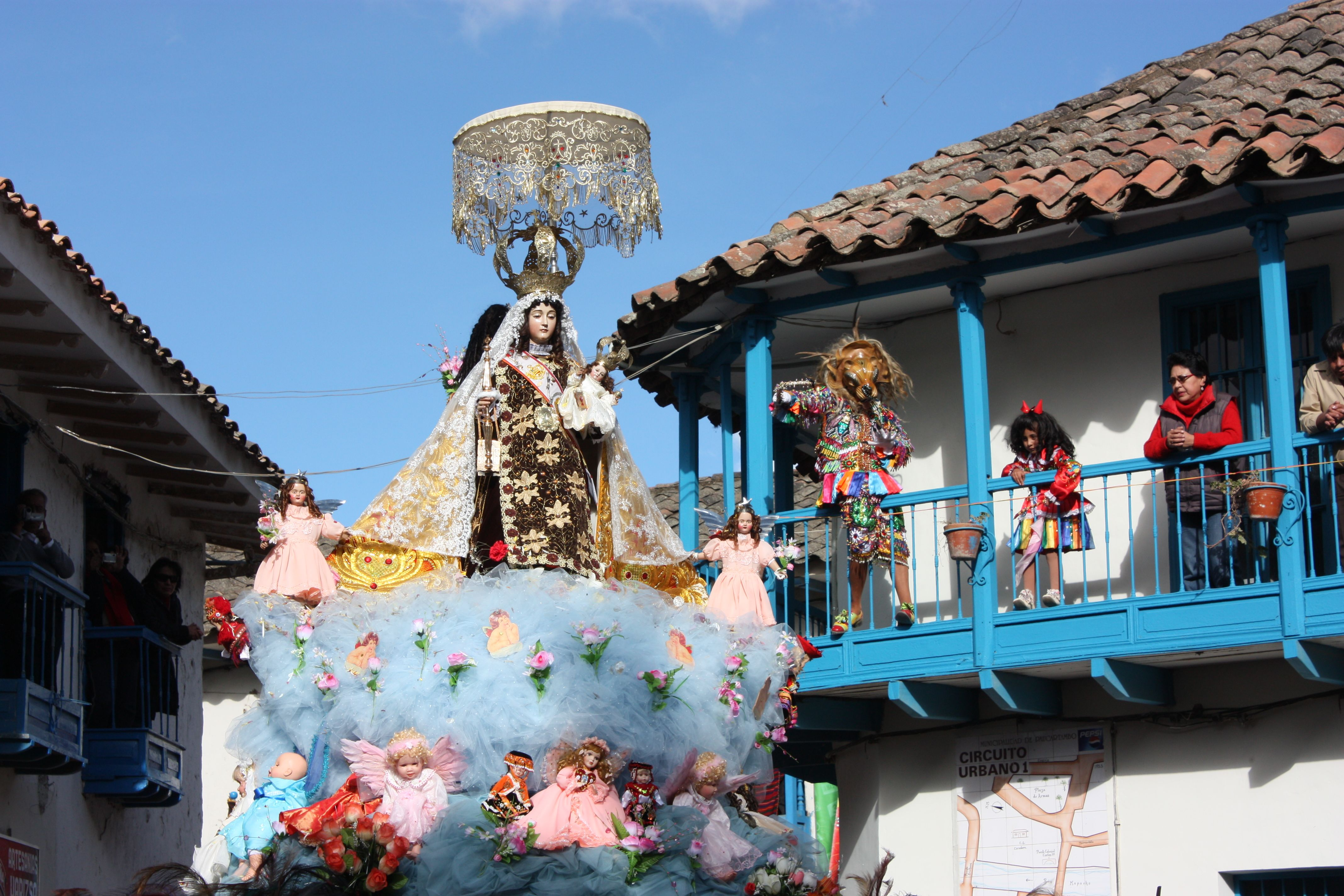
Paucartambo, Pérou.
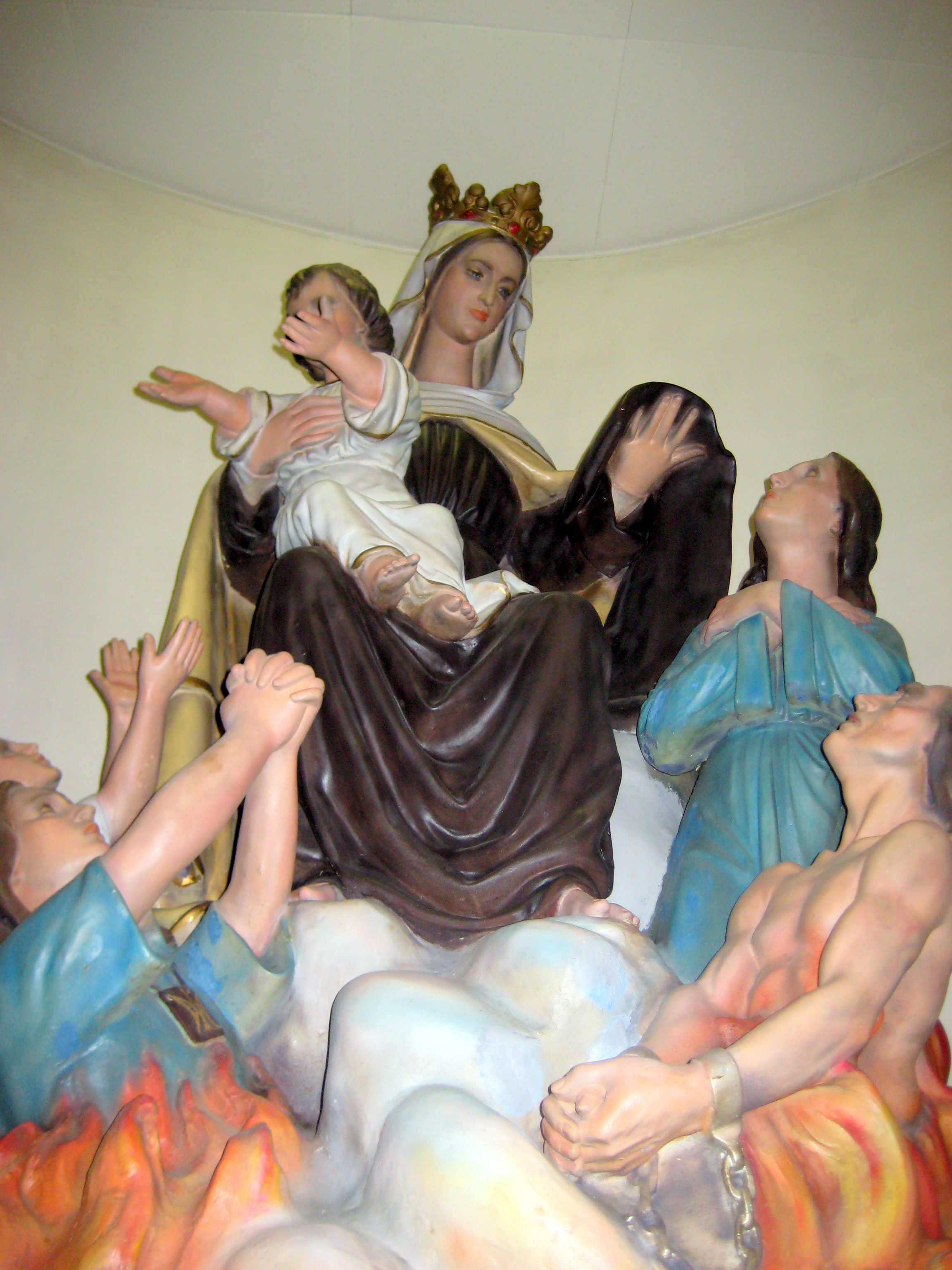
Boston, États-Unis.
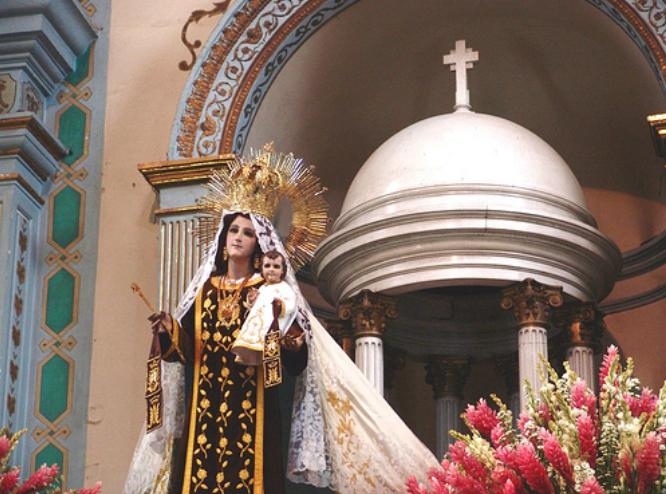
État de Oaxaca, Mexique.
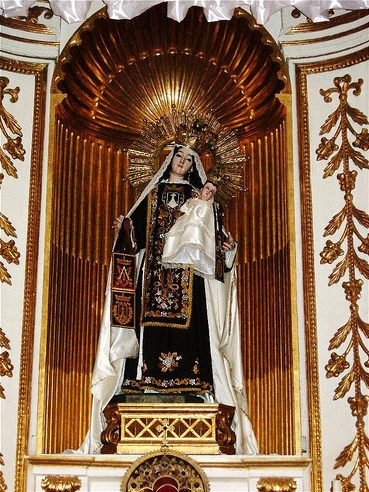
Oaxaca de Juárez, Mexique.
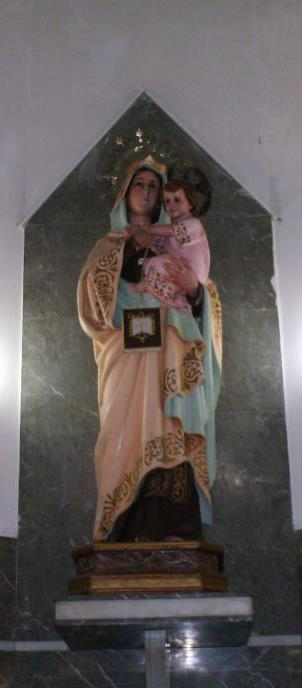
Ciudad del Carmen, Mexique.
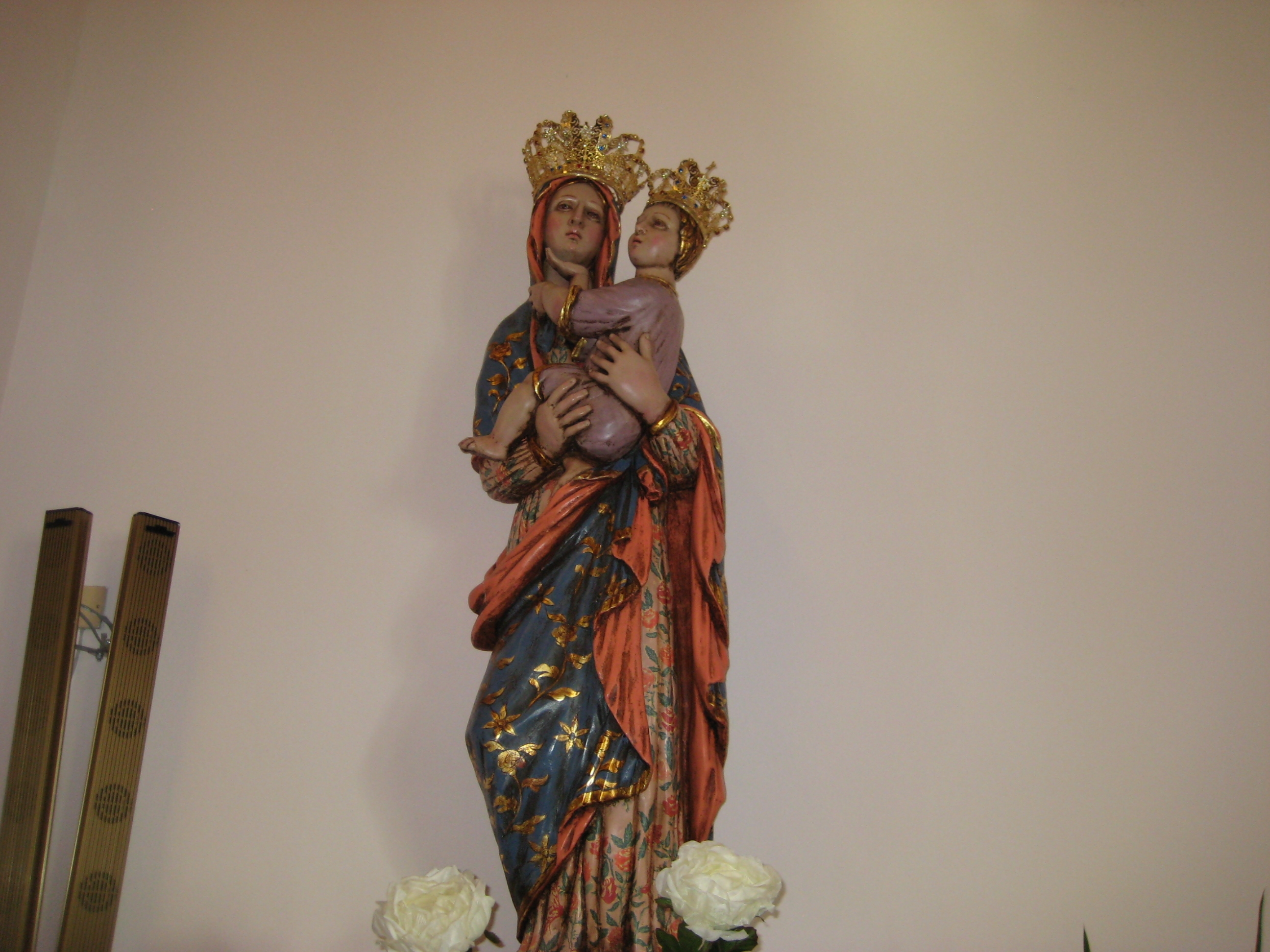
Pattada, Sardaigne.
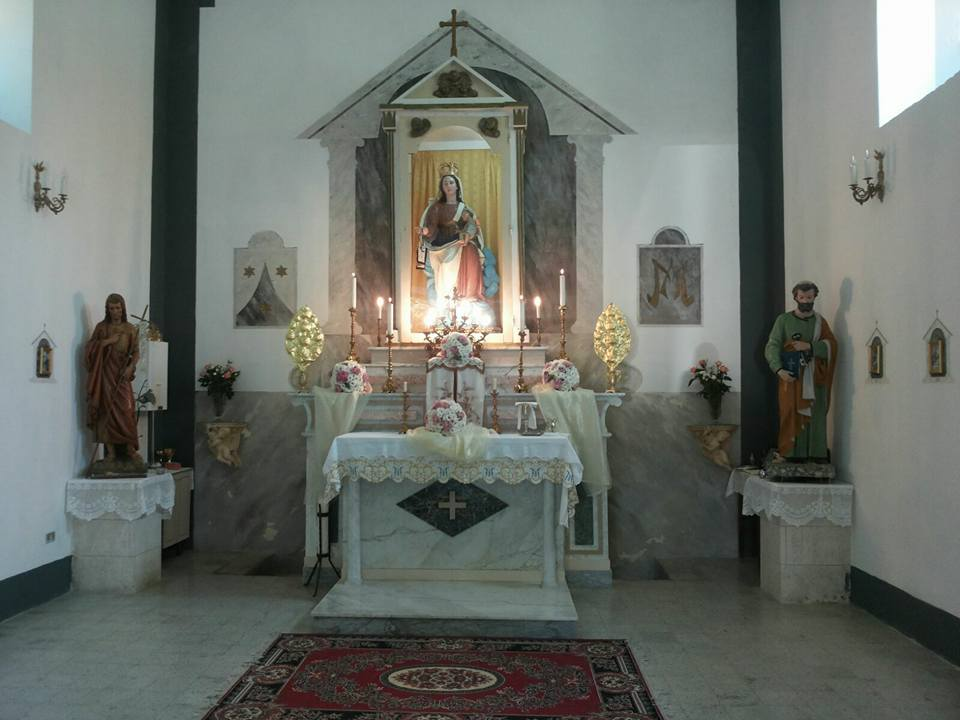
Acquafondata, Italie, le petit sanctuaire de Notre-Dame du Mont-Carmel.
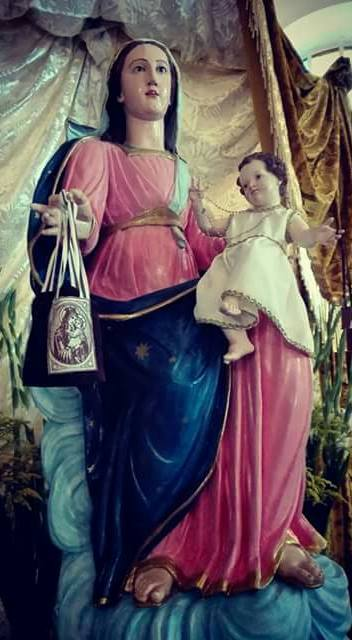
Statue d'Acquafondata, (Italie).
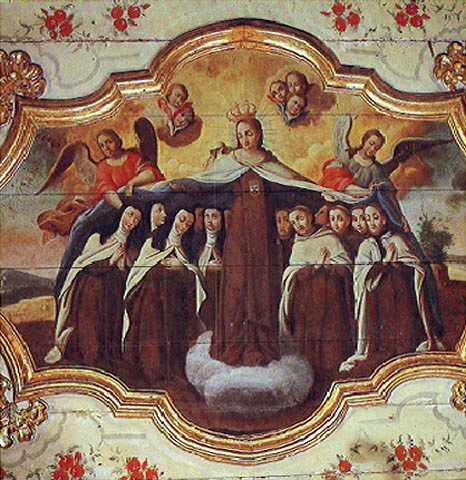
Peinture de la Vierge avec les saints du Carmel (Brésil).
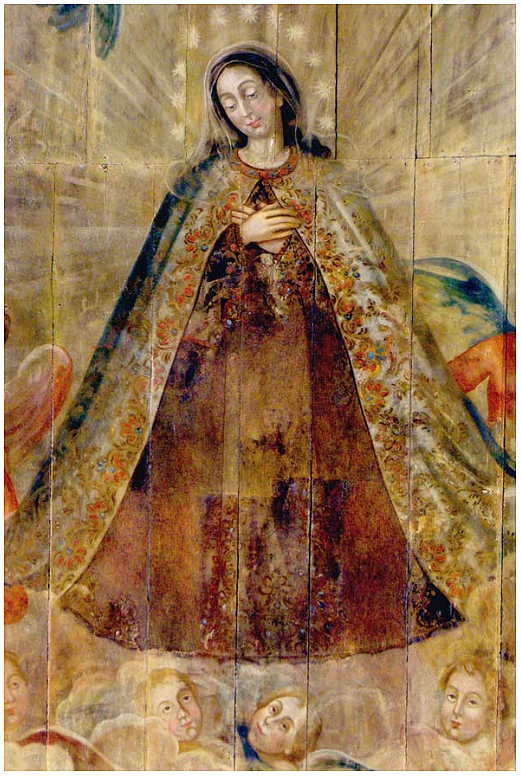
Médaillon central du plafond de la chapelle du 3e ordre du carmel, São Paulo, Brésil
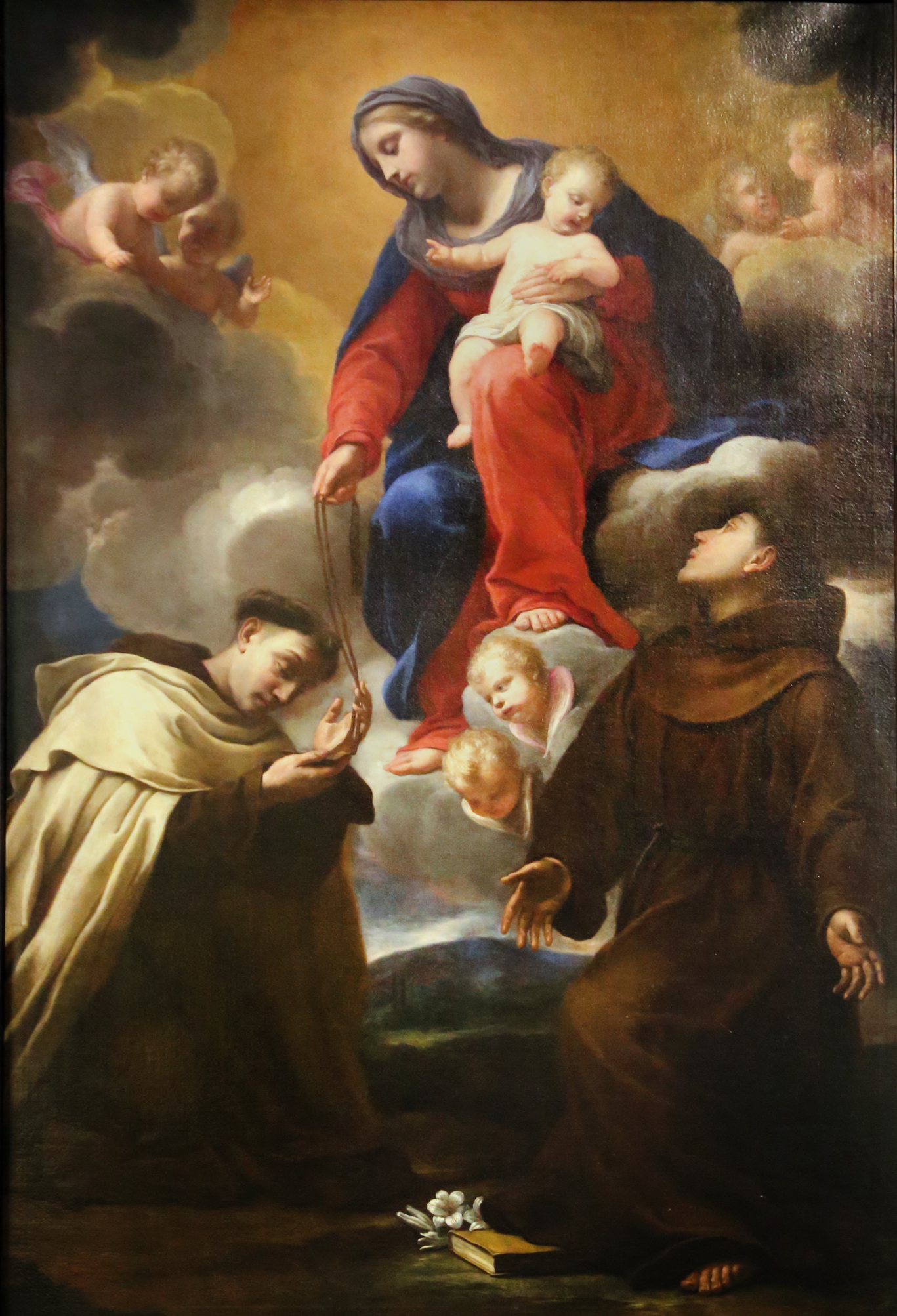
Italie
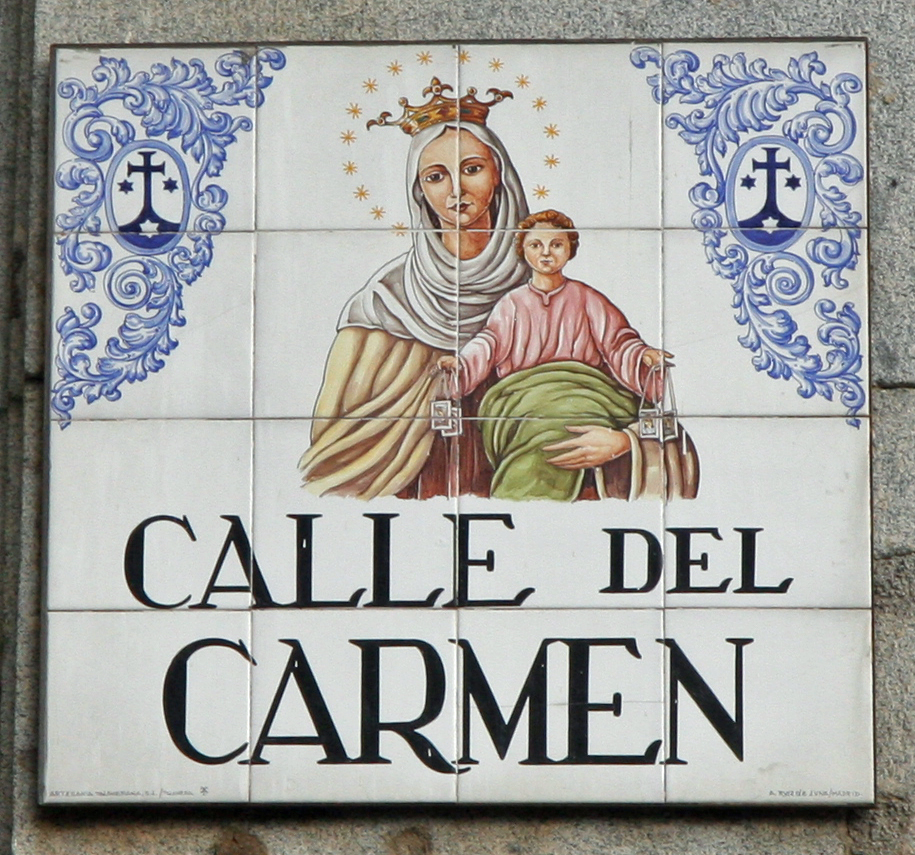
Azulejos (Espagne)
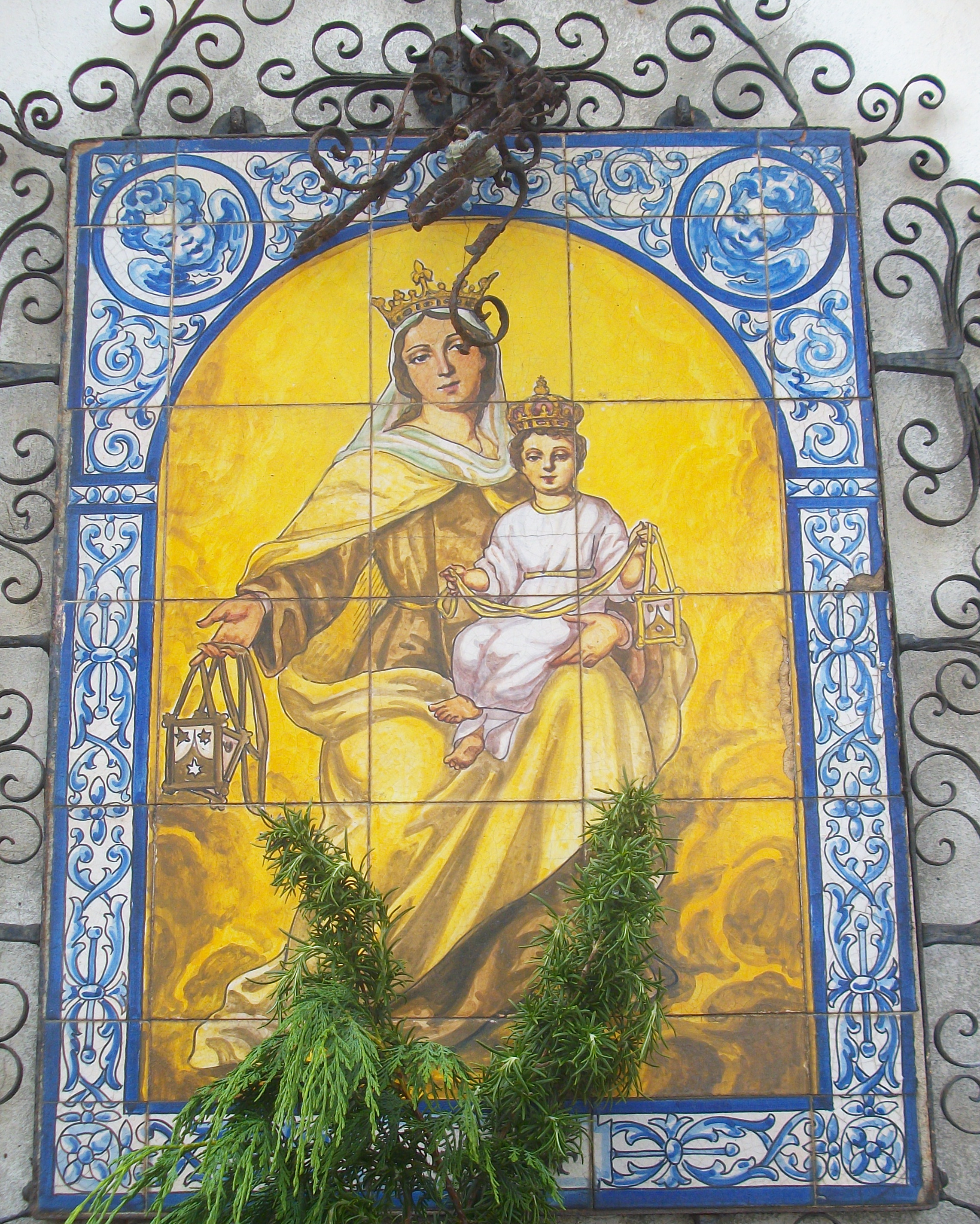
Azulejos (Espagne)

### Sources
- (es) Cet article est partiellement ou en totalité issu de l’article de Wikipédia en espagnol intitulé « Virgen del Carmen » (voir la liste des auteurs).